# Gustav von Both
Julius Gustav Friedrich von Both (* 1. Januar 1772 in Schwerin; † 7. Februar 1835 in Liegnitz) war ein preußischer Generalleutnant.

## Leben

### Herkunft
Gustav entstammte dem mecklenburgischen Uradelsgeschlecht Both und war der Sohn des mecklenburgischen Generalleutnants, Gouverneur von Schwerin sowie Oberkammerherrn Hartwig Ulrich von Both (* 1712; † 31. Januar 1795) und dessen Ehefrau Charlotte Sophie, geborene von Mecklenburg aus dem Hause Gültzow († 1793).

### Militärkarriere
Nach dem Besuch der Großen Stadtschule Parchim trat Both am 1. März 1787 als Gefreiterkorporal in das Infanterieregiment „Graf Schwerin“ Nr. 52. Als Sekondeleutnant beteiligte er sich 1794/95 am Feldzug in Polen, nahm dabei an der Belagerung von Warschau und den Gefechten bei Rawka und Skala teil.
Während der Schlacht bei Preußisch Eylau konnte sich Both besonders auszeichnen und erhielt dafür am 17. Februar 1807 den Pour le Mérite. In seiner weiteren Militärkarriere war er ab 12. Februar 1821 Kommandeur der 10. Division und stieg am 30. März 1831 schließlich zum Generalleutnant auf. Als solcher wurde Both unter Verleihung des Sterns zum Roten Adlerorden II. Klasse mit Eichenlaub am 26. März 1832 mit Pension in den Ruhestand versetzt.

### Familie
Both war seit 16. März 1808 mit Auguste Karoline Luise, geborene von Obernitz (* 16. März 1783 in Preußisch Holland; † 26. Juli 1857 in Obornik) verheiratet. Sie war die Tochter des Generalmajors Moritz August von Obernitz. Das Paar hatte sieben Kinder:
- Konstantin Alexander (* 18. Februar 1809 in Berlin; † 24. Juni 1882), preußischer Oberst ⚭ 1844 Franziska Feige (* 16. April 1811; † 10. Dezember 1871)
- Heinrich Justus Stanislaus Ludwig (* 23. Juli 1810 in Berlin; † 19. Februar 1855 in Posen), preußischer Rittmeister und Adjutant beim Generalkommando des V. Armee-Korps ⚭ Charlotte von Rappard (* 5. Juli 1820; † 13. Mai 1844)
- Adonide Auguste Emilie (* 17. Dezember 1811 in Berlin; † Jung)
- Teutonia (* 20. Juni 1815 in Königsberg; † 20. November 1869) ⚭ 1841 Karl Hoffmann, Regierungsrat in Bromberg
- Bertha (* 2. April 1817 in Bromberg; † 1. November 1872)
- Emma (* 2. Dezember 1819 in Bromberg; † 15. September 1866) ⚭ 1840 Rudolf von Wittenburg († 1848), Landrat im Kreis Neustadt in Schlesien
- Marie Luise Eleonore (* 2. Februar 1824 in Posen) ⚭ 1842 Evald von Müller-Klobuczinsky (* 6. Februar 1810; † 30. Januar 1862) auf Blumerode